# والتر لونغ (ملاكم)
والتر لونغ (بالإنجليزية: Walter Long)‏ (26 يوليو 1879 - 27 يناير 1917) هو ملاكم جنوب أفريقي.